# Niwy (powiat piotrkowski)
Niwy – wieś w Polsce położona w województwie łódzkim, w powiecie piotrkowskim, w gminie Łęki Szlacheckie.
W latach 1975–1998 miejscowość należała administracyjnie do województwa piotrkowskiego.
Zobacz też: Niwy, Niwy Ostrołęckie